# 大华山镇
大华山镇是中国北京市平谷区下辖的一个镇，该镇东、北、西三面环山，南部为冲积平原。

## 行政区划
大华山镇下辖以下地区：
前北宫村、后北宫村、胜利村、陈庄子村、苏子峪村、山门沟村、麻子峪村、挂甲峪村、大华山村、砖瓦窑村、泉水峪村、西峪村、西长峪村、西牛峪村、瓦官头村、梯子峪村、李家峪村、东辛撞村、大峪子村和小峪子村。